# Fernand Valnet
Fernand Joseph Valnet (La Bretenière, le 27 janvier 1892 — Neuengamme, 1945) était un résistant français et passeur vers la zone libre. Un rapport de la gendarmerie de Poligny, de septembre 1941, fait état d'environ 10 000 personnes exfiltrées dont 600 prisonniers évadés, et 60 000 lettres transportées. Arrêté par la Gestapo en juillet 1944, il est déporté en août, et meurt début 1945.

## Biographie
Fernand Valnet est né le 27 janvier 1892 à La Bretenière (Doubs), étant marchand de fourrages de profession et ancien combattant de la Première Guerre mondiale,. Résistant durant la Seconde Guerre mondiale,,,, il officie comme passeur le long de la frontière avec la Suisse,,,,,. 
Opérant entre Vadans et Poligny, entre octobre 1940 et septembre 1941, Fernand Valnet aurait fait passer environ 10 000 personnesdont 600 prisonniers évadés, et 60 000 lettres. Pour passer la ligne de démarcation, il parcourait 10 à 15 km à pieds, précédés et suivis de trajets en car ou train pour faire la liaison avec les villes.  Agissant quasi quotidiennement, dans les 2 sens, il encadrait des groupes de 12 à 70 personnes assisté d'un autre passeur en serre-fil.
Il est arrêté une première fois, le 11 juin 1941, incarcéré à la citadelle de Besançon, et condamné à trois ans de travaux forcés, mais parvient à s'échapper pour gagner Poligny ; il est arrêté de nouveau, en mai 1942, écope de trois années de prison, mais est rapidement libéré. Après avoir été inquiété 5 fois, il abandonne l'activité de passeur pour devenir membre de l'Organisation de résistance de l'Armée (ORA), sous l'égide du colonel Jean Maurin. Agent de liaison pour le Doubs, il  assure la transmission de messages et la collecte d'informations. Des contacts avec des groupes clandestins, seront également pris, depuis Besançon, avec des antennes jusqu'à Épinal et Nancy. 
Il est interpellé par la Gestapo en juillet 1944, déporté par le convoi du 29 août 1944 de Belfort pour Neuengamme, où il meurt début 1945,. Sous-lieutenant FFI déclaré Mort pour la France, il reçoit la Légion d'Honneur comme Chevalier, la Croix de guerre avec palme, la Médaille de la Résistance, et est également inscrit sur le monument aux morts de La Bretenière  et dans la crypte de Notre-Dame de la Libération à Morre.

## Partage des passages  en zone libre avec Paul Koepfler
Au cours de l'été 1940, Valnet fait la connaissance du Belfortain Paul Koepfler. Il lui communique ses astuces de passeur. Après avoir secondé Valnet, Koepfler créé sa propre filière, faisant passer la ligne de démarcation entre Port-Lesney et Chamblay. On lui reconnait 20 000 passages d'août 1940 à novembre 1942 (date de la suppression de la ligne de démarcation). Recruté par ailleurs comme agent de liaison de l'ORA, il se consacre  alors, à plein temps, à cette activité. Le 31 mars 1943, il est abattu, à Poligny, par deux policiers allemands en civil.